# Chiesa di San Giorgio Martire (Porcia)
La chiesa arcipretale di San Giorgio Martire, nota anche come duomo di Porcia, è la parrocchiale di Porcia, in provincia di Pordenone e diocesi di Concordia-Pordenone; fa parte della forania dell'Alto Livenza.

## Storia
La prima citazione di una chiesa a Porcia risale al 1262. Questo edificio, eretto a parrocchiale verso la fine del Basso Medioevo, fu probabilmente ricostruito nel 1560. Dal 1804 il parroco di Porcia si fregia del titolo di arciprete.
L'attuale parrocchiale è frutto di un rifacimento di quella cinquecentesca condotto nel 1846 su progetto di Silvio Pitter.

## Interno
All'interno è conservato un coro ligneo intarsiato e scolpito che risale al XVII secolo. 
Le ante dell'organo raffigurano San Giorgio che uccide il drago, la conversione di San Paolo e l'Annunciazione e sono state dipinte da Isacco Fischer. Si possono inoltre ammirare le pale di San Giorgio di Jacopo Negretti meglio noto come Palma il Giovane e la pala di Santa Lucia di Francesco da Milano.

## Campanile
Accanto alla chiesa si trova il campanile, alto 44 metri, eretto a partire dal 1488 da un basamento in pietra quadrangolare preesistente e terminato nel 1555. Tale data è stata trovata incisa nell'intonaco interno. Avrebbe dovuto assomigliare, nell'intenzione originaria, al campanile di San Marco ma la sua costruzione venne, invece, interrotta al raggiungimento dei 44 metri di altezza. La struttura del campanile consiste in una doppia canna muraria nello spessore della quale sono state ricavate le rampe per la salita. Al piano terra era situata una botola per l'accesso al locale sottostante. La leggenda racconta che da qui partisse un passaggio segreto che attraversava il castello per poi raggiungere la torre dell'orologio.